# Oberdierdorf
Oberdierdorf ist eine Ortschaft von Wipperfürth im Oberbergischen Kreis im Regierungsbezirk Köln in Nordrhein-Westfalen (Deutschland). Die Ortschaft gehört zum Ortsteil Agathaberg und liegt auf einer Höhe von 280 m ü. NHN.

## Lage und Beschreibung
Oberdierdorf liegt im südöstlichen Wipperfürth an der Landstraße L302 zwischen Dohrgaul und Lindlar-Frielingsdorf.
Nachbarorte sind Dohrgaul, Agathaberg, Unterdierdorf, Neeskotten, Kahlscheuer und Hahnenberg.
Der Bach Dierdorfer Siefen fließt durch den Ort.
Die Wanderwege A3 uns A4 von Agathaberg aus tangieren die Hofschaft bei Kalscheuer und führen nach Hahnenberg und Dorgaul.

## Geschichte
1451 wurde der Ort das erste Mal urkundlich als „Dyrdorp“ erwähnt: „Heydenvico in der Dyrdorp gehört zu den Zeugen bei der Huldigung der Bürgerschaft auf dem Wipperfürther Marktplatz.“
Dierdorf war Titularort der gleichnamigen Honschaft Dierdorf.

## Busverbindungen
Haltestelle Oberdierdorf:
- 333 Wipperfürth – Dohrgaul – Frielingsdorf – Klause - Lindlar Busbf. (OVAG, Mo–Fr. Im Stunden- und 2-Stunden-Takt, Sa. 2-Stunden-Takt, So. 2-Stunden-Takt als Taxibus, kein Nachtverkehr)